# فلم ناروتو شيبودن: البرج المفقود
فيلم ناروتو شيبودن: البرج المفقود (劇場版 NARUTO-ナルト-疾風伝 ザ・ロストタワー غيكيجوبان ناروتو شيبُّودن: زا روستو تاوا) هو فيلم ناروتو السابع وفيلم ناروتو شيبودن الرابع من تأليف جونكي تاكاغيمي وإخراج ماساهيكو موراتا وبطولة جونكو تاكيوتشي وتوشيوكي موريكاوا وتوزيع شركة توهو المحدودة. عرض الفيلم في السينما في 31 يوليو 2010 وأُصدر الديفيدي في 17 أبريل 2011. أغنية الفيلم كانت من غناء كانا نيشينو.

## القصة
يتكلف ناروتو أوزوماكي وساكورا هارونو وياماتو وساي بمهمة أسر نينجا مفقود يدعى موكادي، ويحملون سكاكين التشاكرا، وهي سكاكين مصممة تصميم فريد يسمح للنينجا بإضافة التشاكرا الخاصة به لإنتاج تأثير مضاف. يتجهون إلى أنقاض روران التاريخية العظيمة، وهي مدينة بها ألف برج في وسط الصحراء. يطاردون ويضيقون على موكادي، والذي هدفه هو السفر إلى الماضي والسيطرة على دول النينجا العظمى الخمس بقوة الريومياكو، وهي تشاكرا متدفقة بعمق تحت روران. ويطلق عنان قوة الريومياكو، والتي ختمها ميناتو ناميكازي (معروف أيضًا باسم وميض الورق الأصفر)، حيث يبتلع النور ناروتو وياموتو، ويهرب ساي وساكورا عن طريق طائر حبري.

## طاقم التمثيل
| الشخصية            | مؤدي الصوت الياباني |
| ------------------ | ------------------- |
| ناروتو أوزوماكي    | جونكو تاكيوتشي      |
| ساكورا هارونو      | تشي ناكامورا        |
| ياماتو             | ريكيا كوياما        |
| ساي                | ساتوشي هينو         |
| ميناتو ناميكازي    | توشيوكي موريكاوا    |
| كاكاشي الشاب       | موتسومي تامورا      |
| مايت الشاب         | مايوكي ماكيغوتشي    |
| أسوما الشاب        | فوجيكو تاكيموتو     |
| الهوكاغي الثالث    | هيديكاتسو شيباتا    |
| تسونادي            | ماساكو كاتسكي       |
| شيزوني             | كيكو نيموتو         |
| جيرايا             | هوتشو أوتسكا        |
| شيبي أبورامي       | كينجي هامادا        |
| تشوزا أكيميتشي     | نوبواكي فوكودا      |
| سارة               | ساوري هايامي        |
| سيرامو             | يومي توما           |
| موكادي / أنروكوزان | ريوزابورو أوتومو    |
| ماساكو             | يوكو كوباياشي       |
| ساراي              | فوجيكو تاكيموتو     |

## وصلات خارجية
- الموقع الرسمي
- الموقع الرسمي
- مقالات تستعمل روابط فنية بلا صلة مع ويكي بيانات
- ناروتو شيبودن: البرج المفقود (فيلم) في شبكة أخبار الأنمي